# Taedia externa
Taedia externa är en insektsart som först beskrevs av Herrich-schaeffer 1845.  Taedia externa ingår i släktet Taedia och familjen ängsskinnbaggar. Inga underarter finns listade i Catalogue of Life.